# Decreto soviético
Los decretos soviéticos (en ruso: декреты, romanización dekrety) fueron actos legislativos de las más altas instituciones soviéticas, principalmente del Consejo de Comisarios del Pueblo (el más alto órgano ejecutivo) y del Sóviet Supremo o VTsIK (el más alto órgano legislativo) emitidos entre 1917 y 1924. Tales actos emitidos después de 1924 se denominaron Decisiones (ruso: Постановление) o ucases en fuentes soviéticas.

## Decretos Iniciales Bolcheviques

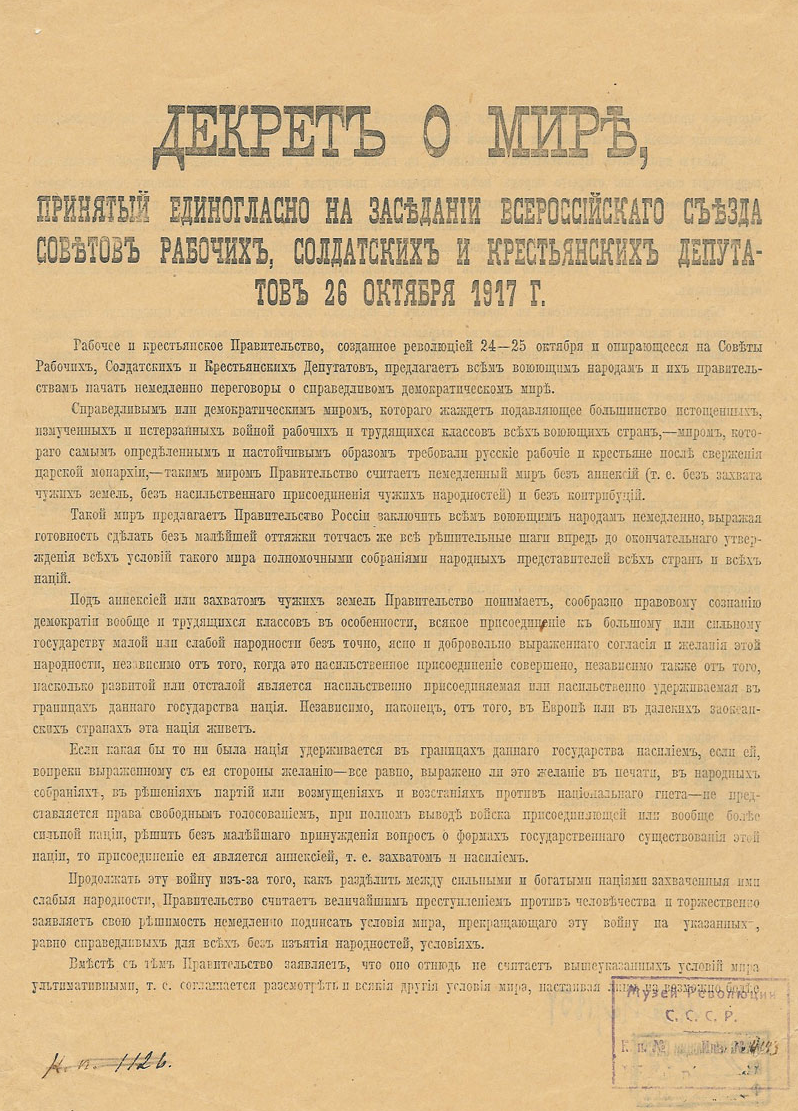
Página titular del Decreto sobre la Paz.

Los Decretos Iniciales Bolcheviques (los "Decretos") fueron anunciados tan pronto como los bolcheviques declararon su éxito en la Revolución de Octubre (26 de octubre de 1917). Los Decretos parecían conformarse con el popular lema bolchevique "Paz, Pan y Tierra", tomado por las masas durante las Jornadas de Julio (julio de 1917), un levantamiento de obreros y fuerzas militares. El lema articulaba sucintamente las quejas del campesinado ruso, de las fuerzas armadas y del proletariado (los sectores obreros de la sociedad rusa). Como el historiador revisionista Christopher Read sugiere, "Los bolcheviques lograron unir los diversos movimientos revolucionarios y dirigirlos hacia un solo objetivo", a saber, el establecimiento del socialismo de Estado.
Al mismo tiempo, debe señalarse que los bolcheviques no estaban "reinventando la rueda". Las reformas legales en la misma línea de los Decretos habían sido discutidas en la Duma Estatal pero no fueron implementadas debido a desacuerdos internos.
El Decreto sobre la Paz esbozó medidas para el retiro de Rusia de la Primera Guerra Mundial sin "pago de indemnizaciones o anexiones". Este decreto tenía por objeto asegurar el apoyo de muchos soldados en el desintegrado frente ruso. La sinceridad de esta garantía bolchevique fue objeto de escrutinio cuando el Sovnarkom, el gobierno presidido por Lenin, firmó el Tratado de Brest-Litovsk, que despojó a Rusia de su territorio báltico.
El Decreto sobre la Tierra describía las medidas por las cuales los campesinos dividían entre sí la tierra rural. Abogaba por la disolución enérgica de muchas fincas ricas por parte de las fuerzas campesinas. 
Estas medidas, sin duda, contribuyeron a un aumento del apoyo bolchevique entre los campesinos, pero fueron contraproducentes ya que el frente de guerra ruso se desintegró cuando los soldados (que eran antiguamente campesinos) volvieron a asegurar la tierra para sí mismos.
Los Decretos de los Trabajadores establecieron medidas para el salario mínimo, las limitaciones de las horas de trabajo de los trabajadores y el funcionamiento de las fábricas por los comités de trabajadores elegidos. Esto consolidó el apoyo bolchevique entre las clases trabajadoras en las ciudades, donde habían tomado el poder.
Los bolcheviques también declararon aproximadamente otros cien decretos en los que se esbozaba la configuración formal del gobierno bolchevique a través de las instituciones soviéticas. Sin embargo, la soberanía política soviética iba a ser desafiada por el hecho de que el Partido Social-Revolucionario alcanzó más del 50% de los votos en la Asamblea Constituyente Rusa elegida democráticamente en enero de 1918. La Asamblea fue rápidamente cerrada por los bolcheviques alegando que los sóviets eran la representación democrática más avanzada del pueblo ruso.
La importancia de los Decretos ha sido objeto de debate histórico. Hay un consenso de que los bolcheviques querían obtener apoyo popular a través de ellos. Sin embargo, los historiadores cuestionan los motivos de los bolcheviques para perseguir esta agenda populista. Los historiadores liberales son escépticos y ven los decretos como oportunistas. Por ejemplo, Edward Acton cree que los bolcheviques se dieron cuenta de que la masa de la gente común no compartía sus objetivos. Por otra parte, esas personas comunes no tenían idea de que sus intereses no estaban ligados a los bolcheviques. 
La realidad era que "la división de los objetivos de las masas y la de los bolcheviques era fundamental". Richard Pipes lleva este análisis más lejos y sostiene que los bolcheviques claves propusieron intencionalmente los decretos para ganar la legitimidad que necesitarían para producir un estado totalitario. Los historiadores revisionistas tienen una opinión diferente. Según ellos, el advenimiento de un estado totalitario fue circunstancial. Los bolcheviques no eran oportunistas sino benevolentes idealistas; el punto de los Decretos era lograr una mejor calidad de vida para el pueblo ruso. 
Independientemente de cuál sea la opinión más exacta, está claro desde estas perspectivas opuestas que la historia de los decretos iniciales es una cuestión políticamente cargada. 
Esto es quizás porque los historiadores utilizan los Decretos para tratar de discernir si la aplicación del pensamiento marxista tiene tendencias totalitarias.

## Lista de Decretos soviéticos

### 1917
| Fecha           | Nombre del decreto                                                                            | Emitido por                                                            | E-Texto                                                   |
| --------------- | --------------------------------------------------------------------------------------------- | ---------------------------------------------------------------------- | --------------------------------------------------------- |
| 8 de noviembre  | Decreto sobre la Paz                                                                          | II Congreso de los Sóviets de Diputados Obreros, Soldados y Campesinos |                                                           |
| 8 de noviembre  | Decreto sobre la Tierra                                                                       | II Congreso de los Sóviets de Diputados Obreros, Soldados y Campesinos |                                                           |
| 8 de noviembre  | Decreto Constitutivo del Gobierno de los Trabajadores y Campesinos                            | II Congreso de los Sóviets de Diputados Obreros, Soldados y Campesinos |                                                           |
| 9 de noviembre  | Decreto sobre la Prensa                                                                       | Sovnarkom                                                              |                                                           |
| 11 de noviembre | Decreto sobre una jornada laboral de ocho horas                                               | Sovnarkom                                                              |                                                           |
| 22 de noviembre | Decreto sobre el Establecimiento de la Comisión Estatal de Cultura                            | Sovnarkom                                                              |                                                           |
| 24 de noviembre | Decreto de Abolición de las Clases y de los Rangos Civiles                                    | VTsIK                                                                  | Archivado el 3 de abril de 2008 en Wayback Machine.       |
| 5 de diciembre  | Decreto sobre los Tribunales                                                                  | VTsIK                                                                  | Archivado el 3 de abril de 2008 en Wayback Machine.       |
| 15 de diciembre | Decreto sobre la Formación del Consejo Supremo de Economía Nacional                           | VTsIK, Sovnarkom                                                       | Archivado el 3 de abril de 2008 en Wayback Machine.       |
| 20 de diciembre | Decisión (Постановление) sobre la creación de la Checa                                        | Sovnarkom                                                              | Archivado el 21 de septiembre de 2017 en Wayback Machine. |
| 27 de diciembre | Decreto sobre la Nacionalización de los Bancos                                                | VTsIK                                                                  | Archivado el 3 de abril de 2008 en Wayback Machine.       |
| 29 de diciembre | Decreto sobre la Elección de Oficiales y sobre la Organización de la Autoridad en el Ejército | VTsIK, Sovnarkom                                                       |                                                           |
| 29 de diciembre | Decreto sobre la Igualdad de Derechos de Todos los que Sirven en el Ejército                  | VTsIK, Sovnarkom                                                       |                                                           |
| 31 de diciembre | Decreto sobre la Independencia del Estado de Finlandia                                        | Sovnarkom                                                              | Archivado el 3 de abril de 2008 en Wayback Machine.       |

### 1918
| Fecha            | Nombre del decreto | Emitido por      | E-Texto                                             |
| ---------------- | --- | ---------------- | --------------------------------------------------- |
| 4 de enero       | Decreto sobre el Cambio de Hora | Sovnarkom        |                                                     |
| 19 de enero      | Decreto sobre la Disolución de la Asamblea Constituyente | VTsIK            | Archivado el 3 de abril de 2008 en Wayback Machine. |
| 28 de enero      | Decreto sobre el Establecimiento del Ejército Rojo de los Trabajadores y de los Campesinos                                                                                            | Sovnarkom        | Archivado el 3 de abril de 2008 en Wayback Machine. |
| 2 de febrero     | Decreto sobre la Libertad de Conciencia, Iglesia y Sociedades Religiosas | Sovnarkom        | Archivado el 3 de abril de 2008 en Wayback Machine. |
| 3 de febrero     | Decreto sobre la Anulación de Deudas del Estado | VTsIK            |                                                     |
| 8 de febrero     | Decreto sobre la Introducción del Calendario de Europa Occidental | Sovnarkom        |                                                     |
| 11 de febrero    | Decreto sobre el Establecimiento de la Flota Roja de Trabajadores y Campesinos | Sovnarkom        |                                                     |
| 15 de febrero    | Decreto sobre los Tribunales N2 | VTsIK            | Archivado el 3 de abril de 2008 en Wayback Machine. |
| 21 de febrero    | Decreto "¡La Patria Socialista está en Peligro!" | Sovnarkom        | Archivado el 3 de abril de 2008 en Wayback Machine. |
| 12 de abril      | Decreto sobre el Desmantelamiento de los Monumentos Erigidos en Honor de los Zares y sus Servidores y sobre la Formulación de Proyectos de Monumentos a la Revolución Socialista Rusa | Sovnarkom        |                                                     |
| 14 de abril      | Decreto sobre la Bandera de la República de Rusia | VTsIK            |                                                     |
| 22 de abril      | Decreto sobre la Nacionalización del Comercio Exterior | Sovnarkom        |                                                     |
| 22 de abril      | Decreto sobre el Establecimiento del Entrenamiento Militar Obligatorio para los Trabajadores y Campesinos de 18 a 40 Años                                                             | VTsIK            |                                                     |
| 2 de mayo        | Decreto sobre la Nacionalización de la Industria Azucarera | Sovnarkom        |                                                     |
| 13 de mayo       | Decreto que otorga al Comisariado de Alimentos Poderes Extraordinarios para Combatir Aldeas Burguesas que Estaban Ocultando y Especulando sobre Reservas de Grano                     | VTsIK, Sovnarkom |                                                     |
| 13 de mayo       | Decreto sobre los Bosques | Sovnarkom        |                                                     |
| 29 de mayo       | Decreto sobre el Reclutamiento Obligatorio en el Ejército Rojo de los Trabajadores y Campesinos                                                                                       | VTsIK            |                                                     |
| 11 de junio      | Decreto sobre la Organización de la Población Pobre y Suministro de Granos, Necesidades Primarias e Implementos Agrícolas                                                             | VTsIK            |                                                     |
| 28 de junio      | Decreto sobre la Nacionalización de Empresas de Gran Escala de la Industria y el Transporte Ferroviario                                                                               | Sovnarkom        |                                                     |
| 4 de septiembre  | Decreto sobre la Nacionalización de los Ferrocarriles Privados | Sovnarkom        |                                                     |
| 5 de septiembre  | Decreto sobre el Terror Rojo | Sovnarkom        |                                                     |
| 14 de septiembre | Decreto sobre la Introducción del Sistema Métrico Decimal Internacional | Sovnarkom        |                                                     |
| 5 de octubre     | Decreto sobre el Registro y Protección de Monumentos de Cultura y Arte Antiguo, Propiedad de Particulares, Sociedades e Instituciones                                                 | Sovnarkom        |                                                     |
| 19 de octubre    | Decreto sobre el Establecimiento de la Comuna Laboral de los Alemanes del Volga | Sovnarkom        |                                                     |
| 31 de octubre    | Decreto sobre la Seguridad Social de los Trabajadores | Sovnarkom        |                                                     |

### 1919
| Fecha           | Nombre del decreto | Emitido por | E-Texto |
| --------------- | --- | ----------- | ------- |
| 4 de enero      | Decreto sobre la Liberación del Servicio Militar Debido a Creencias Religiosas                                                                                                | Sovnarkom   |         |
| 11 de enero     | Decreto sobre el Sistema de Asignación de Excedentes | Sovnarkom   |         |
| 8 de febrero    | Decreto sobre la Introducción de la Medición del Tiempo Según el Sistema Internacional de Huso Horario                                                                        | Sovnarkom   |         |
| 22 de abril     | Decreto sobre la Orden de Preservación y Aniquilación de Actos de Archivo | Sovnarkom   |         |
| 29 de julio     | Decreto sobre la Abolición de los Derechos de Propiedad Privada sobre Archivos de Escritores, Compositores, Pintores y Científicos Rusos, Conservados en Bibliotecas y Museos | Sovnarkom   |         |
| 26 de diciembre | Decreto sobre la Erradicación del Analfabetismo entre la Población de la RSFS de Rusia                                                                                        | Sovnarkom   |         |

### 1920
| Fecha       | Nombre del decreto                                  | Emitido por | E-Texto |
| ----------- | --------------------------------------------------- | ----------- | ------- |
| 29 de enero | Decreto sobre la Conscripción Universal del Trabajo | Sovnarkom   |         |
| 8 de junio  | Decreto sobre los Premios Laborales con Primas      | Sovnarkom   |         |
| 17 de junio | Decreto sobre las Normas Generales de Salario       | Sovnarkom   |         |

### 1921
| Fecha       | Nombre del decreto | Emitido por      | E-Texto |
| ----------- | --- | ---------------- | ------- |
| 21 de marzo | Decreto sobre la Sustitución del Sistema de Asignación de Excedentes por el Impuesto sobre los Alimentos                             | VTsIK            |         |
| 28 de marzo | Decreto sobre Libre Intercambio, Compra y Venta de Bienes Agrícolas en Gubérniyas que Terminó el Sistema de Asignación de Excedentes | Sovnarkom        |         |
| 7 de abril  | Decreto sobre la Cooperación de los Consumidores                                                                                     | Sovnarkom        |         |
| 7 de julio  | Decreto sobre Cooperación de Productores                                                                                             | VTsIK, Sovnarkom |         |

### 1922
| Fecha           | Nombre del decreto                                                                      | Emitido por      | E-Texto |
| --------------- | --------------------------------------------------------------------------------------- | ---------------- | ------- |
| 17 de marzo     | Decreto sobre el Impuesto Universal de los Productos Agrícolas                          | VTsIK, Sovnarkom |         |
| 15 de noviembre | Decreto sobre la Unificación de la RSFS de Rusia con la República del Lejano Oriente    | VTsIK            |         |
| 19 de noviembre | Decreto sobre el Otorgamiento de Visas de Salida y Pasaportes para Viajar al Extranjero | Sovnarkom        |         |

### 1924
| Fecha           | Nombre del decreto                                                                        | Emitido por | E-Texto |
| --------------- | ----------------------------------------------------------------------------------------- | ----------- | ------- |
| 19 de diciembre | Decreto sobre la Transformación de la Comuna de Trabajo de los Alemanes del Volga en RASS | VTsIK       |         |